# EICAR
European Institute for Computer Antivirus Research (forkortet EICAR) blev grundlagt i 1990 som en organisation, som sigtede mod at forbedre udviklingen af antivirussoftware. Indenfor de seneste par år har EICAR udvidet organisationens formål til også at inkludere forskning i skadelig software (malware) andre end computervirus samt dets arbejde indenfor andre emner omkring informationsikkerhed såsom indholdssikkerhed, trådløs LAN-sikkerhed, RFID- og informationssikkerhed bevidsthed.
"EICAR" var oprindeligt en forkortelse for "European Institute for Computer Antivirus Research", men organisationen bruger ikke længere den fulde titel og nu betragter "EICAR" som et selvstående navn, som det har udvidet til et bredere udvalg af det Sikkerhedsarbejde end bare antivirusforskning.
EICAR, i samarbejde med CARO (Computer AntiVirus Research Organization), udviklede EICAR-testfilen: En harmløs eksekverbar streng, der er designet til at teste integriteten af antivirus software.

## Ekstern kilde/henvisning
- EICAR's officielle hjemmeside Arkiveret 6. februar 2010 hos  Wayback Machine

1. ↑  General Info ° EICAR - European Expert Group for IT-Security
2. ↑  https://web.archive.org/web/20110929040553/http://www.eset.com/resources/white-papers/AVAR-EICAR-2010.pdf

| Software | Spire Denne artikel om software og programmering er en spire som bør udbygges. Du er velkommen til at hjælpe Wikipedia ved at udvide den. |